# Tuurajärvi
Tuuranjärvi eller Tuurajärvi är en sjö i Finland. Den ligger i kommunen Salla i landskapet Lappland, i den norra delen av landet, 700 km norr om huvudstaden Helsingfors. Tuuranjärvi ligger 169,6 meter över havet. Den är 5,2 meter djup. Arean är 92,3 hektar och strandlinjen är 5,59 kilometer lång. Sjön  ingår i Kemi älvs huvudavrinningsområde. 